# Gettysburg College
Gettysburg College är ett liberal arts college i Gettysburg i Pennsylvania grundat 1832 av Samuel Simon Schmucker, en luthersk präst. Det ursprungliga namnet var Pennsylvania College.

## Kända alumner
- James Glenn Beall, politiker
- J. Michael Bishop, immunolog
- George M. Leader, politiker
- Godlove Stein Orth, politiker
- Ron Paul, politiker
- Charles Ruhl, filosof